# Paranoid (Album)
Paranoid ist das zweite Studioalbum der britischen Heavy-Metal- und Hard-Rock-Band Black Sabbath aus dem Jahr 1970. Das Album avancierte zum Nummer-eins-Erfolg, Millionenseller und gilt als wegweisend für den Heavy Metal.

## Entstehung und Veröffentlichung
Die meisten Songs des Albums Paranoid entstanden ursprünglich im Herbst 1969 in einem Musik-Lokal in Zürich. Black Sabbath hielten sich ab ca. Mitte November 1969 für sechs Wochen in Zürich auf. Sie spielten dort im damaligen 'Beat-Club' (auch Hirschen-Club genannt) im Erdgeschoss des Hotels Hirschen im Zürcher Niederdorf. Das Engagement beinhaltete sieben 45-Minuten-Sets pro Tag, für sechs Wochen. Black Sabbath hatten damals nur wenig Material; so spielten sie pro Set nur einen Song, dafür aber 45 Minuten lang. Sie hatten somit den 'Beat-Club' auch „zum Proben“ (Ozzy Osbourne) verwendet. Tony Iommi sagte über diese Zeit in Zürich: „lch glaube, das Album 'Paranoid' wurde deshalb so gut, weil wir viel Zeit hatten, um das gesamte Material auszuarbeiten.“ Diese sechs Wochen hätten die Band musikalisch zusammengeschweißt. „Es hat uns auch ermöglicht, mehr zu experimentieren. Denn wir hatten nur genügend Songs für ein Set pro Tag, und nicht für sieben. Dadurch hatten wir die Chance, bestehende Stücke umzustellen und Neues zu erfinden.“
Veröffentlicht wurde das Album in Großbritannien im September 1970 auf dem Vertigo Swirl Label 6360011 und in den USA im Januar 1971. Es handelt sich nach Black Sabbath (1970) um das zweite Album der Band. Ursprünglich unter dem Titel Walpurgis geplant, wurde es zunächst in War Pigs (zu deutsch: „Kriegsschweine“) umbenannt. Erst später beschloss man, es unter dem Titel Paranoid zu veröffentlichen, da andernfalls ein Zusammenhang mit dem Vietnamkrieg hätte vermutet werden können. Das Plattencover zeigt dennoch eine Person mit einem Schutzschild und einem langen Schwert in der Hand. Das Album wurde in den Regent Sound und Island Studios aufgenommen und von Rodger Bain produziert. Während die meisten Stücke musikalisch eindeutig dem Heavy-Metal-Genre zuzuordnen sind, fällt der Song Planet Caravan mit seiner sparsamen Bongo-Instrumentierung und der fast jazzigen Gitarrensolistik aus dem Rahmen. Ozzy Osbournes Stimme wurde hierfür mit einem Leslie-Lautsprecherkabinett verfremdet.

## Titelliste
Alle Titel wurden von Geezer Butler, Tony Iommi, Ozzy Osbourne und Bill Ward geschrieben:
1. War Pigs – 7:55
2. Paranoid – 2:47
3. Planet Caravan – 4:24
4. Iron Man – 5:53
5. Electric Funeral – 4:47
6. Hand of Doom – 7:07
7. Rat Salad – 2:30
8. Fairies Wear Boots – 6:13

Informationen zu einzelnen Liedern
- Luke’s Wall ist der Name des Outros zu War Pigs
- Jack the Stripper ist der Name des Intros zu Fairies Wear Boots

## Singleauskopplungen
International erfolgreich waren auch die Singleauskopplungen Paranoid und War Pigs sowie Iron Man.
Der wohl erfolgreichste Titel Paranoid stieg im Oktober 1970 in die deutschen Top-20-Charts ein und erreichte im Dezember den ersten Platz. Die Single hielt sich 17 Wochen in den deutschen Charts. In Deutschland nahm das Schlagerduo Cindy & Bert eine Coverversion unter dem Titel Der Hund von Baskerville auf. In den 1990er-Jahren nutzte Aral den Song für einen Werbespot.
Die Indie-Pop- und Alternative-Rock-Band The Cardigans coverte Iron Man für ihr Album First Band on the Moon (1996).
The Cardigans veröffentlichten 1995 eine Coverversion des Black-Sabbath-Titels Sabbath Bloody Sabbath auf dem Album Life.

## Kommerzieller Erfolg

### Chartplatzierungen
Paranoid avancierte zum Nummer-eins-Album in den Niederlanden und dem Vereinigten Königreich. In Deutschland stieg das Album am 15. Oktober 1970 auf Rang 13 ein und erreichte im Folgemonat seine beste Platzierung mit Rang zwei. Es musste sich dabei lediglich Deep Purple in Rock (Deep Purple) geschlagen geben. Das Album erreichte ebenfalls Top-10-Platzierungen in der Schweiz (Rang 2) sowie in Norwegen (Rang 5).
| ChartsChartplatzierungen       | Höchstplatzierung | Wochen |
| ------------------------------ | ----------------- | ------ |
| Deutschland (GfK)              | 2 (… Wo.)         | …      |
| Österreich (Ö3)                | 39 (… Wo.)        | …      |
| Schweiz (IFPI)                 | 48 (2 Wo.)        | 2      |
| Vereinigte Staaten (Billboard) | 12 (76 Wo.)       | 76     |
| Vereinigtes Königreich (OCC)   | 1 (26 Wo.)        | 26     |

| ChartsJahrescharts (1971)      | Platzierung |
| ------------------------------ | ----------- |
| Deutschland (GfK)              | 23          |
| Vereinigte Staaten (Billboard) | 13          |

### Auszeichnungen für Musikverkäufe
Insgesamt wurde das Album laut Schallplattenauszeichnungen weltweit mehr als 4,7 Millionen Mal verkauft.
| Land/Region                  | Auszeichnungen für Musikverkäufe (Land/Region, Auszeichnung, Verkäufe) | Verkäufe  |
| ---------------------------- | ---------------------------------------------------------------------- | --------- |
| Dänemark (IFPI)              | Gold                                                                   | 10.000    |
| Deutschland (BVMI)           | Gold                                                                   | 250.000   |
| Italien (FIMI)               | Platin                                                                 | 50.000    |
| Kanada (MC)                  | Platin                                                                 | 100.000   |
| Vereinigte Staaten (RIAA)    | 4× Platin                                                              | 4.000.000 |
| Vereinigtes Königreich (BPI) | Platin                                                                 | 300.000   |
| Insgesamt                    | 2× Gold · 7× Platin ·                                                  | 4.710.000 |

## Bedeutung
Paranoid ist nach Meinung vieler Musiker das auf die Entwicklung des Heavy Metals einflussreichste Album überhaupt: Im Gegensatz zum größtenteils noch sehr bluesigen Debütalbum Black Sabbath sind die Kompositionen von Paranoid wesentlich rockiger.
Im Lied Iron Man kann man den Archetypus späterer Heavy-Metal-Songs erkennen: Neben den oben genannten Eigenschaften kommt der Aufbau in Strophenform wie im Rock und das Einfügen technisch anspruchsvoller Soli hinzu.
Zahlreiche Musiker bezeichnen Black Sabbath als einen ihrer Haupteinflüsse und zollten der Band auf den in den 1990ern erschienen Coveralben N.I.B. und N.I.B. 2 Tribut: Ugly Kid Joe, Bruce Dickinson (Iron Maiden), Megadeth, Faith No More, Sepultura, Pantera, White Zombie, Biohazard, System of a Down und weitere. Die Songs der Coveralben konzentrieren sich in der Hauptsache auf die stilprägende frühe Phase von Black Sabbath von 1970 bis 1975.

## Trivia
Der Titel Planet Caravan wurde bei der NASA-Mission SpX-DM2 als Wakeup-Call genutzt.